# Dicranella breviseta
Dicranella breviseta là một loài rêu trong họ Dicranaceae. Loài này được Paris mô tả khoa học đầu tiên năm 1908.